# Judith Strong
Judith Strong   (Northampton, 26 de març de 1960) és una jugadora d'hoquei sobre herba estatunidenca que va competir durant la dècada de 1980.
De jove practicà diversos esports, però un cop a la Universitat de Massachusetts Amherst se centrà en l'hoquei sobre herba i el lacrosse. El 1984 va prendre part en els Jocs Olímpics de Los Angeles, on guanyà la medalla de bronze en la competició d'hoquei sobre herba. Posteriorment fou professora d'educació física al Smith College i a finals de la dècada de 1980 exercí d'entrenadora d'hoquei sobre herba i de lacrosse durant molts anys, alhora que feia d'àrbrit d'ambdós esports.